# Boulogne (rivière)
Pour les articles homonymes, voir Boulogne.
La Boulogne est une rivière de l'Ouest de la France, située dans les départements de la Loire-Atlantique et de la Vendée. Elle alimente le lac de Grand-Lieu et fait donc partie du bassin de la Loire, par l'Acheneau.

## Géographie
La longueur de son cours est de 86,5 km.
Elle prend sa source en Vendée, sur la commune de Saint-Martin-des-Noyers dans le village de la petite goupillére, trace son cours à la limite des communes des Essarts et de La Merlatière, puis remonte vers le nord. Elle arrose notamment les communes de Boulogne, Saint-Denis-la-Chevasse, Les Lucs-sur-Boulogne, Rocheservière et Saint-Philbert-de-Bouaine en Vendée, marquant sur ces deux dernières communes les limites celles de Loire-Atlantique que sont Corcoué-sur-Logne et Saint-Colomban, puis où elle arrose Saint-Philbert-de-Grand-Lieu, avant de se jeter dans le lac de Grand-Lieu.
À l'ouest de Saint-Philbert-de-Bouaine, elle reçoit l'apport d'un premier affluent sur sa rive gauche, l'Issoire, puis avant le bourg de Saint-Philbert, elle reçoit un second affluent de rive gauche, la Logne.

## Toponymie
Les mentions latines de la Boulogne vont du VIIe au XIIe siècle : Vedonia, Bidonia, Bolonia. Michel Kervarec estime que l'on a affaire à une composition du mot gaulois onna (rivière) devenu onia et de ved (gué). Dans le cas de la Logne, le mot onia donne Ogne, qui subit le phénomène de l'agglutination de l'article : l'Ogne > la Logne. L'Ognon est un dérivé de Ogne ; ici, l'agglutination que l'on peut rencontrer dans des textes anciens n'a pas été retenue.